# Akodon aerosus
Espèce
Statut de conservation UICN

 LC  : Préoccupation mineure
Akodon aerosus est une espèce de rongeurs de la famille des Cricétidés vivant en Amérique du Sud.

## Répartition et habitat
Cette espèce est présente en Équateur, au Pérou et en Bolivie. Elle vit dans les forêts de montagne dans l'Est des Andes, entre 1 200 et 2 400 m d'altitude.